# Gargallo (Spanyolország)
Gargallo település Spanyolországban, Teruel tartományban. Gargallo Cañizar del Olivar, Estercuel, Crivillén, La Mata de los Olmos, Molinos, Ejulve és La Zoma községekkel határos. Lakosainak száma 87 fő (2024).

## Népesség
A település népessége az utóbbi években az alábbiak szerint változott:
| Lakosok száma | 124  | 112  | 105  | 102  | 122  | 110  | 101  | 93   | 98   | 87   |
|               | 2001 | 2004 | 2007 | 2009 | 2012 | 2014 | 2017 | 2019 | 2022 | 2024 |